# Харви, Фрэнсис
Фрэнсис Джон Уильям Харви (англ. Francis John William Harvey; 29 апреля 1873, Сиденхем Кент — 31 мая 1916, линейный крейсер «Лайон», Северное море) — майор британской Королевской Морской пехоты, посмертно награждён крестом Виктории за действия во время Ютландского сражения. Во время сражения, Харви, находившийся на линейном крейсере «Лайон», будучи смертельно раненым, успел отдать приказ о срочном затоплении погребов главного калибра под башней «Q», чем предотвратил взрыв сотен тонн кордита. Взрыв погребов мог привести к полному уничтожению корабля и всех, кто находился на его борту. Харви умер от ран спустя несколько секунд после отдачи приказа.